# نيستور كلوسن
نيستور كلوسن (بالإسبانية: Néstor Clausen) (من مواليد 29 سبتمبر 1962)، من مواليد أروفو، مقاطعة سانتا في الأرجنتين، لاعب كرة قدم سابق، فاز بكأس العالم لكرة القدم 1986 مع المنتخب الأرجنتيني، وهو المدير الحالي لسبورت بويز وارنيز الذي يلعب في الدوري البوليفي لكرة القدم.
تنحدر عائلته من منطقة إيرن، كانتون فاليز في سويسرا ثم هاجروا إلى الأرجنتين عام 1889.
لعب في مسيرته الكروية لنادي إنديبندينتي، ولنادي نادي سيون لكرة القدم السويسري وكان مع المنتخب الأرجنتيني عندما فازوا بكأس العالم عام 1986. كان كلوسن المدير الفني لنادي الكويت في الدوري الكويتي لل(موسم 2009-2010) ثم تم الإستغناء عنه في سبتمبر 2009.

## مسيرته الكروية
لعب نيستور كلوسن خلال مسيرته الاحترافية مع 4 أندية في تسعة عشر موسمًا وسجل خلالها 9 أهداف ضمن 373 مباراة. حيث فاز في موسم واحد بالكأس وفي ثلاثة مواسم بالدوري.
خاض نيستور كلوسن مسيرته مع نادي إنديبندينتي في موسم 1980 في المرة الأولى ليلعب معه عشرة مواسم ثم في موسم 1995–96 ولمدة موسمين، مشاركًا طوالها في 266 مباراة سجل خلالها 7 أهداف. ثم انتقل إلى نادي سيون في موسم 1989–90 ليلعب معه خمسة مواسم، حيث شارك في 73 مباراة سجل خلالها هدفين. لينتقل بعدها إلى نادي راسينغ في موسم 1994–95 لمدة موسم واحد، مشاركًا في 22 مباراة ولم يسجل أي هدف. ثم انتقل إلى نادي أرسنال ساراندي في موسم 1997–98 لمدة موسم واحد، مشاركًا في 12 مباراة ولم يسجل أي هدف أيضًا.

## وصلات خارجية
- نيستور كلوسن على موقع الاتحاد الدولي (مؤرشف)  (الإنجليزية)
- نيستور كلوسن على موقع الاتحاد الأوربي (الإنجليزية)
- نيستور كلوسن على موقع قاعدة بيانات كرة القدم.إي يو (الإنجليزية)
- نيستور كلوسن على موقع ناشيونال فوتبول تيمز (الإنجليزية)

- Xamax Profile
- (بالإسبانية) Futbol Factory profile (Archived)